# Sarāb-e Talkh
Sarāb-e Talkh (persiska: سراب تلخ) är en ort i Iran.   Den ligger i provinsen Lorestan, i den västra delen av landet, 400 km sydväst om huvudstaden Teheran. Sarāb-e Talkh ligger 1 404 meter över havet och antalet invånare är 115.
Terrängen runt Sarāb-e Talkh är huvudsakligen kuperad, men åt nordost är den bergig.Runt Sarāb-e Talkh är det ganska tätbefolkat, med 72 invånare per kvadratkilometer. Närmaste större samhälle är Khorramābād, 13,7 km söder om Sarāb-e Talkh. Trakten runt Sarāb-e Talkh består i huvudsak av gräsmarker.